# Zlatníky
Zlatníky est un village de Slovaquie situé dans la région de Trenčín.

## Histoire
La première mention écrite du village date de 1199

## Démographie

### Évolution de la population
| Année:               | 1994. | 2004.   | 2014.   | 2024.   |
| -------------------- | ----- | ------- | ------- | ------- |
| Nombre de personnes: | 706   | 726     | 684     | 694     |
| Différence:          |       | +2,83 % | -5,78 % | +1,46 % |

| Année:               | 2023. | 2024.   |
| -------------------- | ----- | ------- |
| Nombre de personnes: | 689   | 694     |
| Différence:          |       | +0,72 % |